# اتفاقيات جنيف 1988

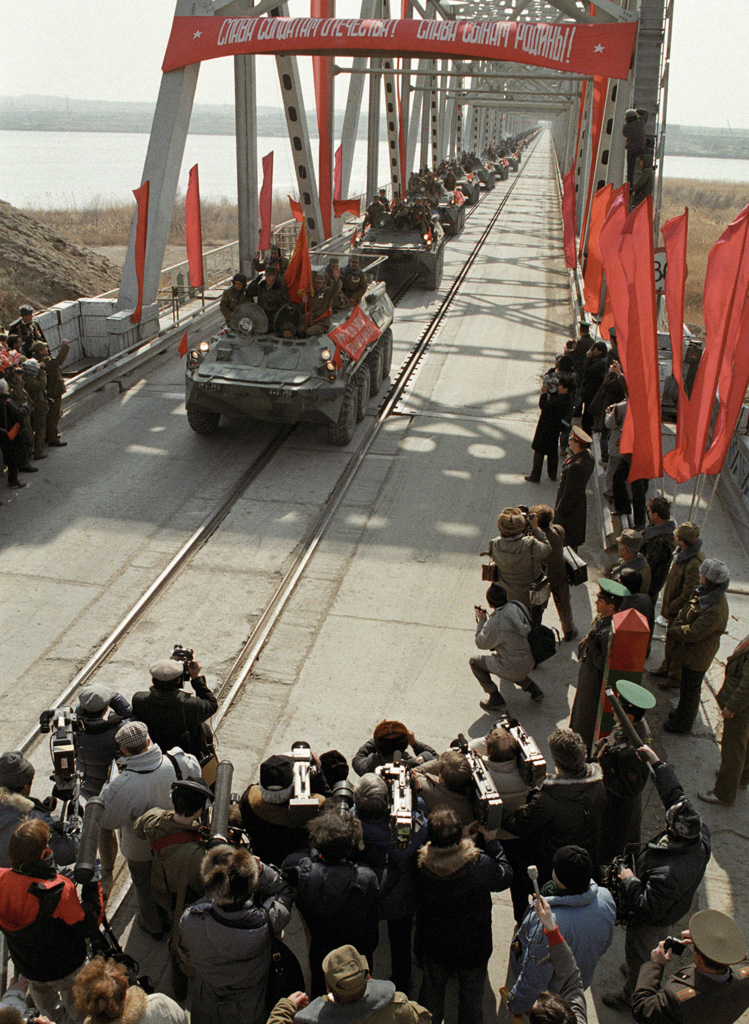
حشد جسر الصداقة بين أفغانستان وأوزبكستان.

اتفاقيات جنيف لعام 1988 المعروفة رسميًا باسم اتفاقيات تسوية الوضع المتعلق بأفغانستان هي اتفاقيات تمثل نهاية الحرب الأولى في أفغانستان، التي هزت الأراضي الأفغانية منذ عام 1979. وقعت الاتفاقية في 14 أبريل 1988 بين أفغانستان وباكستان (من أجل إصلاح عودة اللاجئين الأفغان) والولايات المتحدة والاتحاد السوفيتي في مقر الأمم المتحدة في جنيف، ثم دخلت حيز التنفيذ في 15 مايو من نفس العام.
أدت الاتفاقية إلى الانسحاب السوفيتي من البلاد، والذي سينتهي في 15 فبراير 1989. ولم يشارك المجاهدون الأفغان في المعاهدة وبالتالي رفضوا بنود الاتفاقيات. نتيجة لذلك، استمرت الحرب الأهلية وقتل 523 جنديًا سوفيتيًا أثناء الانسحاب. لم يسقط نظام محمد نجيب الله المدعوم من السوفييت حتى عام 1993.